# Sainte-Eulalie (Lozère)
Sainte-Eulalie is een gemeente in het Franse departement Lozère (regio Occitanie) en telt 50 inwoners (2009). De plaats maakt deel uit van het arrondissement Mende.

## Geografie
De oppervlakte van Sainte-Eulalie bedraagt 20,0 km², de bevolkingsdichtheid is dus 2,5 inwoners per km².
De onderstaande kaart toont de ligging van Sainte-Eulalie (Lozère) met de belangrijkste infrastructuur en aangrenzende gemeenten.

## Demografie
Onderstaande figuur toont het verloop van het inwonertal (bron: INSEE-tellingen).